# Flora Burn
Flora Burn   (Anglaterra) fou una corsària durant l'Edat d'or de la pirateria. Començà la seva carrera en 1741 i operà principalment en la Costa Est d'Amèrica del Nord durant una dècada.
La informació que es té sobre ella és molt escassa, si bé se sap que formava part de tripulació de 35 persones de la nau corsària Revenge, amb qui compartia els mateixos drets en el repartiment del botí (una part i tres quarts).